# Eguchipsammia strigosa
Eguchipsammia strigosa är en korallart som beskrevs av Stephen D. Cairns 2000. Eguchipsammia strigosa ingår i släktet Eguchipsammia och familjen Dendrophylliidae. Inga underarter finns listade i Catalogue of Life.